# Список кладбищ и мемориалов в Галлиполи
Данный список включает в себя все кладбища и мемориалы связанные с битвой за Галлиполи 1915 года в ходе Первой мировой войны. Он насчитывает одно французское кладбище, 30 кладбищ комиссии Содружества наций по уходу за военными захоронениями, включающие в себя основное количество усопших из Британии и Ирландии, Австралии, Новой Зеландии, Индии и доминиона Ньюфаундленд. А также более 50 мемориалов, мест погребения и кладбищ посвящённых жертвам со стороны Османской империи.
Сохранилось также французское кладбище в г.Гелиболу (быв.Галлиполи), на котором расположены захоронения французских военнослужащих, скончавшихся после Крымской войны, а также в 1918-1923 годах, в результате Первой мировой войны. На этом же кладбище случайно сохранилась могила Шуры Федорова, сына генерала Федорова, прибывшего в 1920 году в результате Крымской эвакуации Русской армии.
Долгое время, начиная с 1920г. существовали и русские кладбища в г.Галлиполи, связанные с пребыванием 1-го Армейского Корпуса Русской армии в Галлиполи в 1920-1923 гг. В 2008 году благодаря усилиям МИД РФ и Фонда Андрея Первозванного на месте Большого русского кладбища восстановлен мемориал, точная копия существовавшего в 1921-1949 гг. На этом же кладбище по преданию, были захоронены запорожские казаки, скончавшиеся в результате русско-турецких войн, а также военнопленные русской армии после Крымской кампании. (Полный список существовавших русских кладбищ и захоронений в г.Галлиполи находится на сайте www.gallipoli.ru) Многие из погребенных являлись также участниками Первой мировой войны. Среди них есть один генерал и Георгиевские кавалеры. На данный момент ведется работа по включению данного мемориала чинам Русской армии в список памятных мест Галлиполийского полуострова, посвященных Великой войне.

## Мыс Геллес

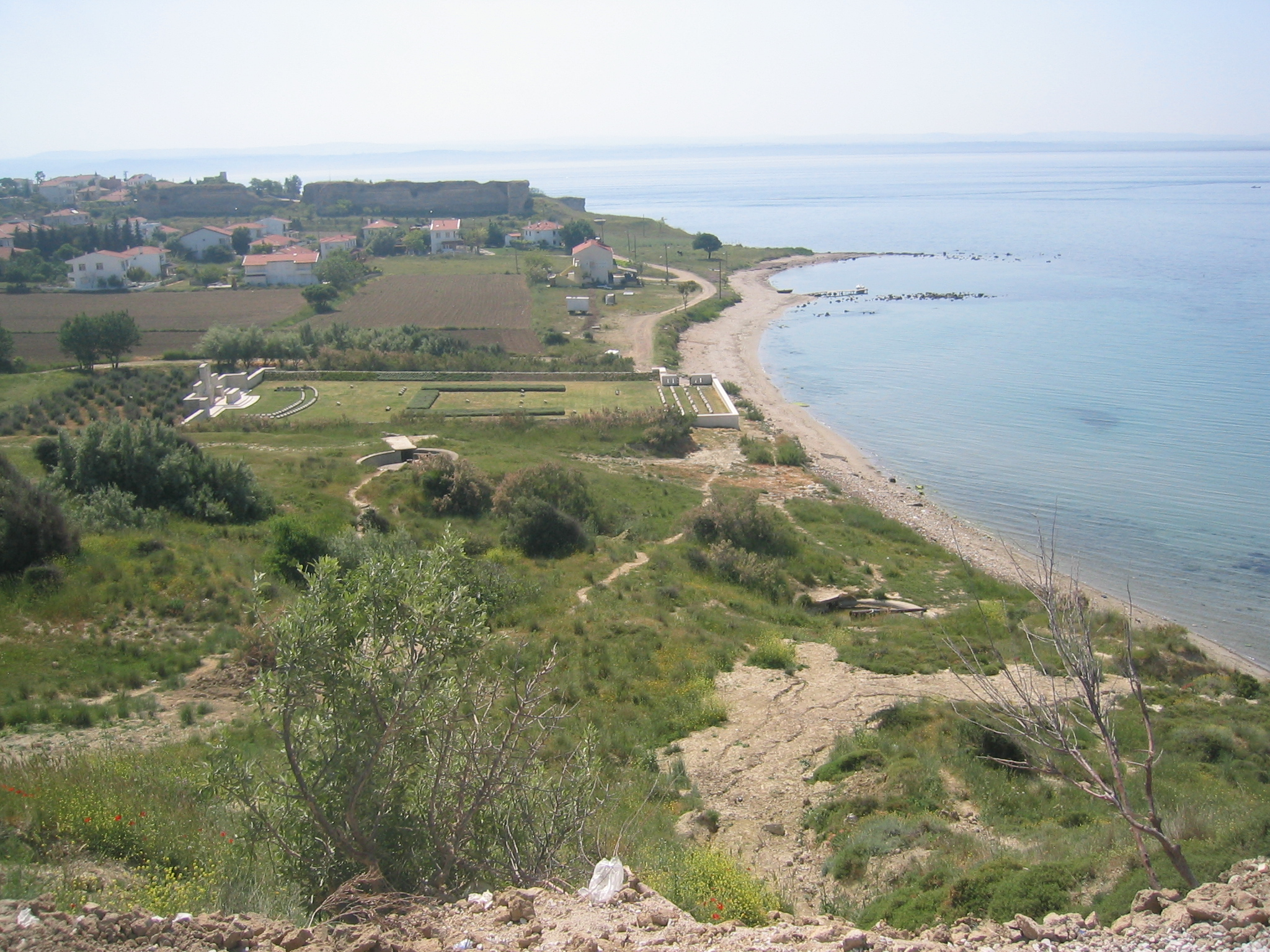
Вид на пляж V и его кладбище

### Воинские кладбища
- Антанта
  - Французское воинское кладбище[1]
  - кладбище на месте высадки Ланкаширского десанта
  - кладбище «Розовая ферма»
  - Редутное кладбище
  - кладбище «Косой мост»
  - кладбище «Роща двенадцати деревьев»
  - кладбище «Пляж V»
- Османская империя
  - братская могила в Алчитепе[2]
  - кладбище Седдюльбахира на месте склада боеприпасов (братская могила)[3][4]
  - воинское кладбище «Луковичная долина»

Одно-единственное внекладбищенское захоронение военнослужащих Антанты на мысе принадлежит подполковнику Чарльзу Даути-Уайли. Он был похоронен невдалеке от места своей гибели в ходе захвата Седдюльбахира утром 26 апреля 1915 года.
Также имеются несколько индивидуальных турецких могил: солдата Халила Ибрагима, подполковника Хасана и младшего лейтенанта Мустафы.

### Мемориалы
- Антанта

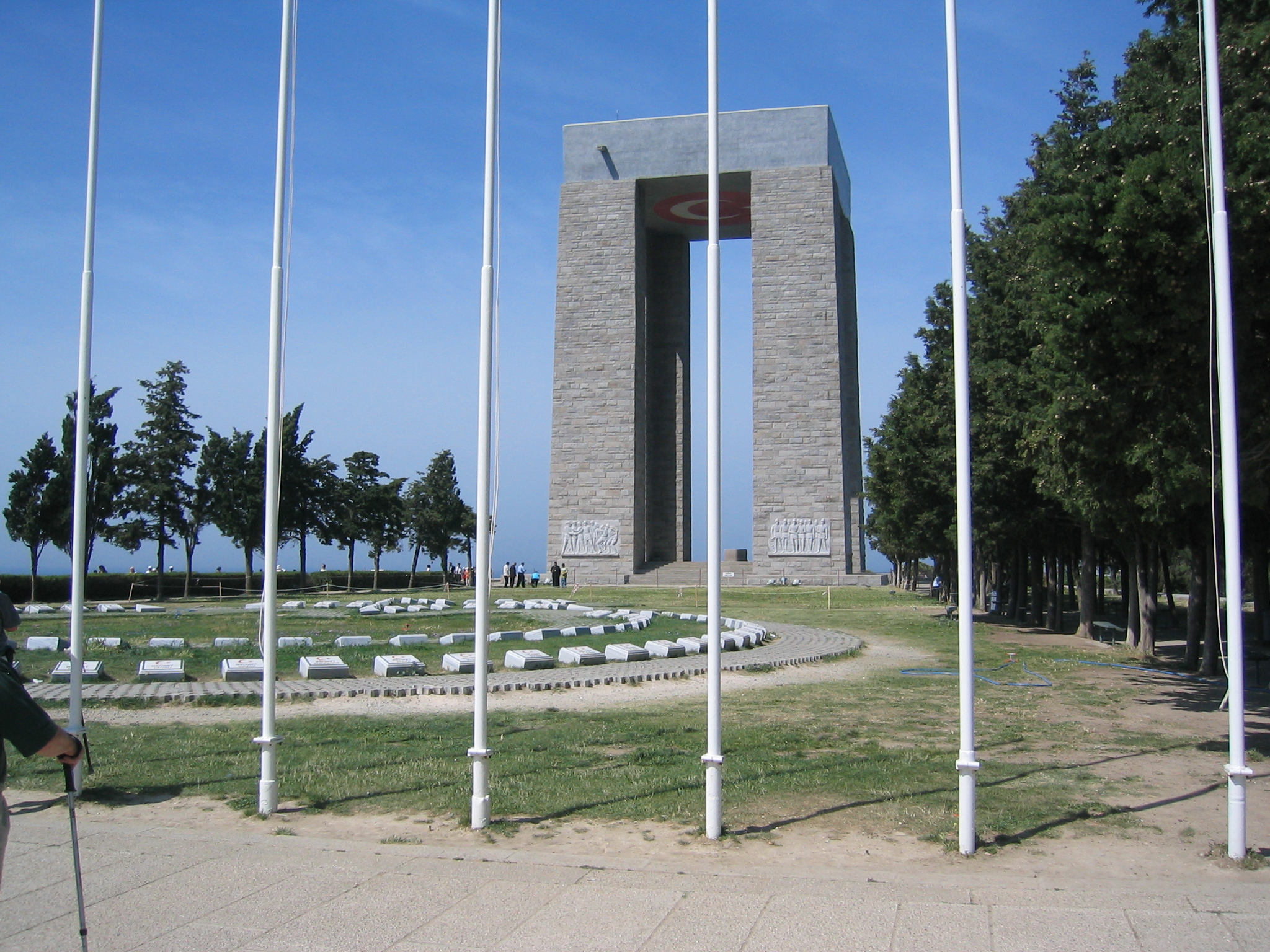
Мемориал мучеников Чанаккале

- - памятник пропавшим без вести на мысе Геллес[7]
  - французский мемориал на воинском кладбище в бухте Морто[1]
  - новозеландский мемориал на кладбище «Роща двенадцати деревьев»[8]
  - памятный монумент младшему лейтенанту Эрику Дакворту на редутном кладбище[9][10].

- Османская империя

- - мемориал мучеников Чанаккале
  - памятник «18 марта 1915 года»[11]
  - воинский мемориал гарнизону Алчитепе[12]
  - монумент Первым мученикам
  - мемориал Нури Ямут в Овражистом яру[13]
  - мемориал и кладбище на месте полевого перевязочного пункта в Овражистом яру[14]
  - памятник турецким солдатам в Овражистом яру[15]
  - монумент «Последняя стрела»[16]
  - памятник маршалу Мустафе Февзи Чакмаку[17]
  - памятник сержанту Яхъе и его взводу[18]

## Побережье бухты Анзак

### Воинские кладбища
- Антанта

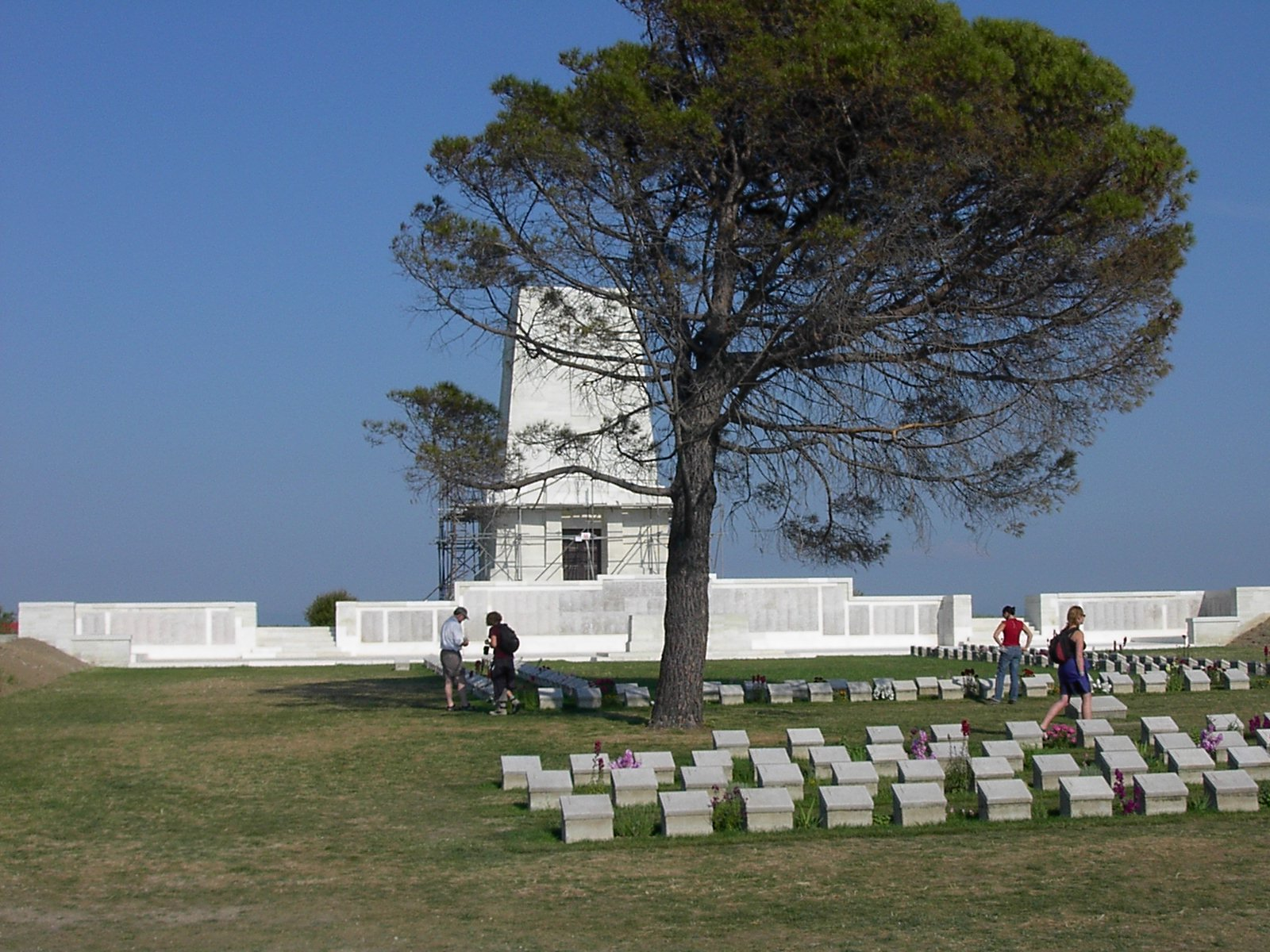
Мемориал посвященный австралийцам, павшим в битве у Одинокой сосны

- - кладбище на месте строевого плаца 4-го батальона[19]
  - кладбище 7-го полевого медпункта[20]
  - кладбище «Арибурну»[21]
  - кладбище «Малый 700»
  - Пляжное кладбище
  - кладбище кентерберийцев
  - кладбище «Чунук-Баир»[22]
  - кладбище на месте погрузочного пирса[23]
  - кладбище «Высота 60»
  - кладбище «Вечеринка Джонсона»
  - кладбище «Нек»
  - кладбище «Новозеландский аванпост №2»
  - кладбище «Одинокая сосна»
  - кладбище «Пост Куртни и Стила»
  - кладбище «Плато Плагги»
  - кладбище «Пост Куинна»
  - кладбище «Снарядная лужайка»
  - кладбище «Ферма»
  - кладбище «Хребет Уокера»
  - кладбище «Шрапнельная долина»

- Османская империя
  - кладбище в Карайорюкдере[24]
  - мемориал 57-у турецкому полку
  - кладбище в Кесикдере[25]
  - кладбище в Чаталдере[26]
  - мемориал и кладбище на месте госпиталя в Коджадере[27]

Кроме того существуют обособленные места погребения принадлежащие подполковнику Хуссейну Манастиру, капитану Мехмету и лейтенанту Назифу Чакмаку.

### Мемориалы
- Антанта
  - новозеландский мемориал на высоте 60[32]
  - новозеландский мемориал в Чунук-Баир[33]

- Османская империя

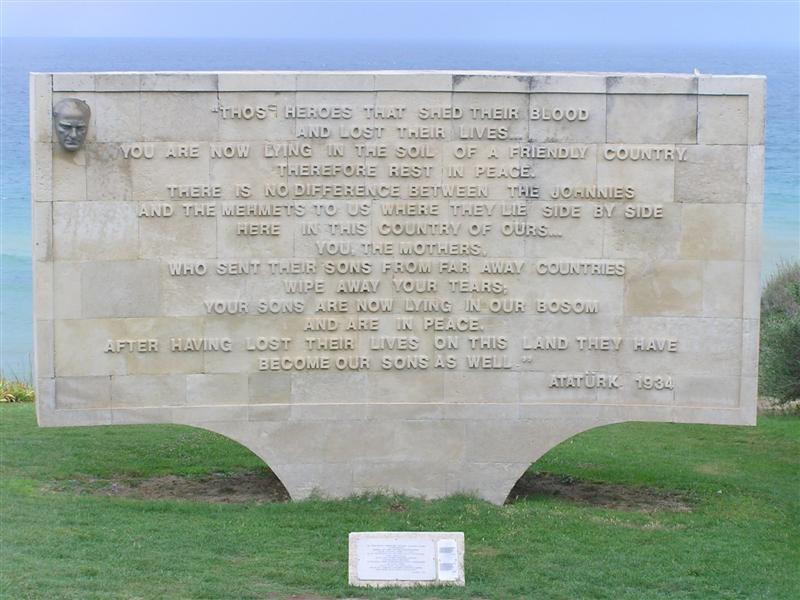
Памятник Арибурну

- - мемориал и информационный центр в Кабатепе[34]
  - памятник 27-му пехотному полку[35]
  - памятник и мемориал Арибурну[36][37]
  - памятник в Дамакчилик-Баир[38]
  - памятник в дань уважения к солдатам противника[39]
  - памятник у одинокой сосны[40]
  - памятник в дань уважения к турецким солдатам[41]
  - памятник сержанту Мехмету[42]
  - мемориал солдатам в Чунук-Баир[43]
  - могила неизвестного солдата в Чунук-Баир[44]
  - памятник Ататюрку в Чунук-Баир[45]
  - монумент на месте штаба Ататюрка[46]

## Побережье залива Сувла

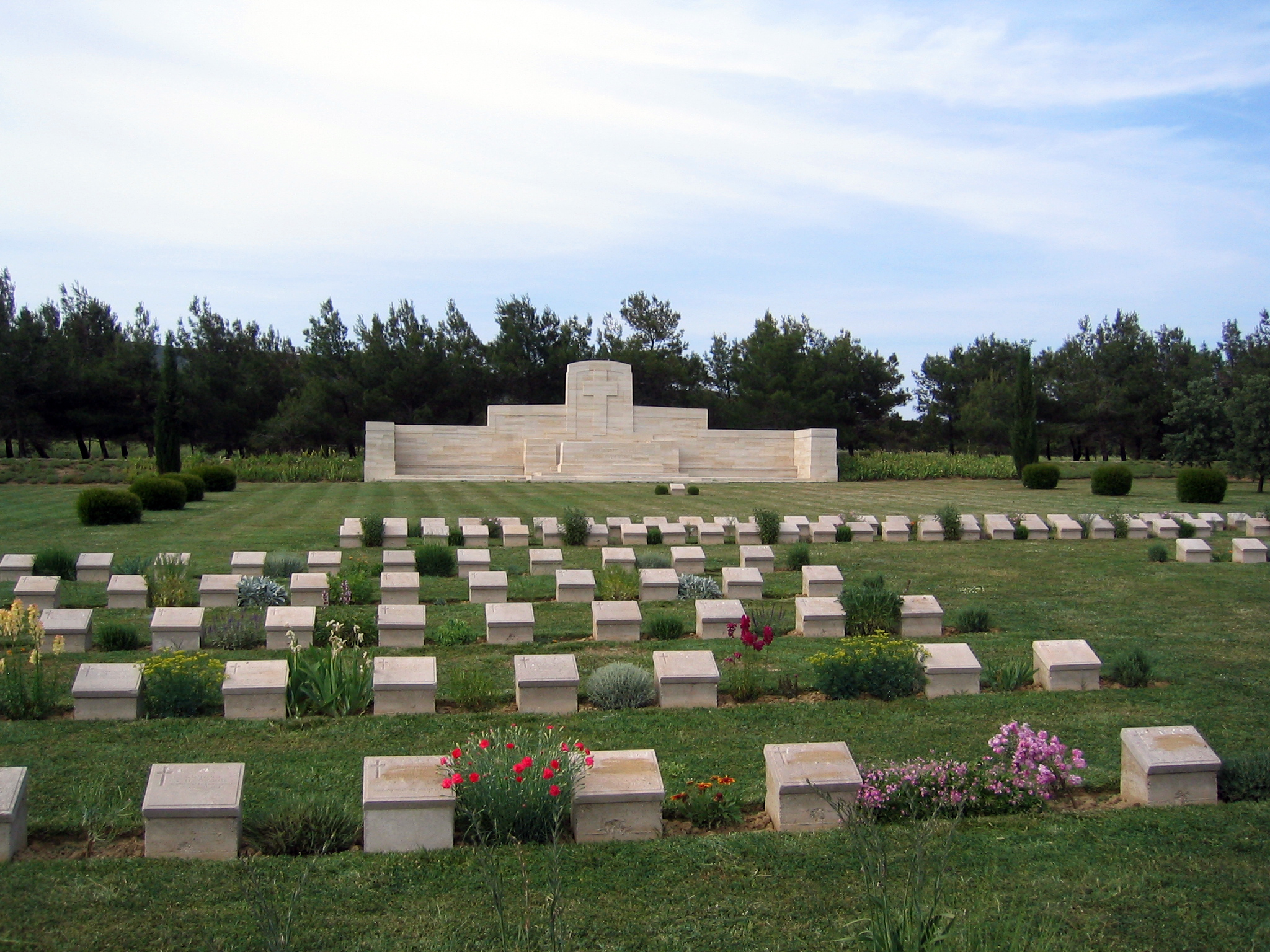
Кладбище «Азмак» расположенное у залива Сувла

### Воинские кладбища
- Антанта
  - кладбище «Азмак»
  - кладбище «Зелёный Холм»
  - кладбище «Высота 10»
  - кладбище «Лала-Баба»

- Османская империя
  - могилы лейтенанта Халида и младшего лейтенанта Али Риза[47]
  - могилы лейтенанта Хасана Тахсина и полкового муфтия[48]
  - кладбище жандармерии Киречтепе[49]
  - могилы подполковников Халита и Зия[50]
  - кладбище монастыря Пайн

Кроме того здесь находится турецкая могила принадлежащая немецкой сестре милосердия, Эрике Рагип, жене офицера-медика, погибшей во время артобстрела.

### Мемориалы
- Османская империя

- - мемориал на высоте Скимитар[52]
  - монумент на мысе Сувла
  - мемориал Киречтепе[49]

## Европейское побережье пролива Дарданеллы
- Османская империя
  - замок Килитбахир
  - кладбище и мемориал Акбаш[53]
  - мемориал национального паркового и информационного центра
  - мемориал мученикам Чамбурну[54]
  - памятник капитану Тахиру[55]
  - мемориал «Остановись, путник»[56]
  - памятник капралу Сейиту[57]
  - кладбище и мемориал «Меджидие»[58]
  - кладбище и мемориал Хавузлар[59]

## Азиатское побережье пролива Дарданеллы
- Османская империя
  - кладбище и мемориал батареи Хасана Мевсуфа[60]
  - кладбище и мемориал батареи Кумкале Интепе
  - копия минного заградителя «Nusret»